# Jan Hamřík
Jan Hamřík (Praga, 3 dicembre 1940) è un ex slittinista cecoslovacco, dal 1993 ceco.

## Partecipazioni olimpiche
| Competizione | Pos. | Data             | Città     |
| ------------ | ---- | ---------------- | --------- |
| Singolo      | 10ª  | 4 febbraio 1964  | Innsbruck |
| Doppio       | 8ª   | 5 febbraio 1964  | Innsbruck |
| Singolo      | 15ª  | 4 febbraio 1968  | Grenoble  |
| Doppio       | 14ª  | 18 febbraio 1968 | Grenoble  |